# Joseph Nguyễn Văn Yến
Joseph Nguyễn Văn Yến (Vĩnh Trị, 26 dicembre 1942) è un vescovo cattolico vietnamita, dal 14 aprile 2007 vescovo emerito di Phát Diêm.

## Biografia
Joseph Nguyễn Văn Yến è nato il 26 dicembre 1942 a Vĩnh Trị, un villaggio facente parte del comune di Yên Trị del distretto Ý Yên, nella provincia di Nam Dinh, da una famiglia cattolica da molte generazioni che annovera tra gli antenati anche due santi martiri.
Ha iniziato il suo percorso di studi entrando nel 1954 nel seminario minore di Hanoi. Interrotti gli studi nel 1960, ha iniziato a lavorare come sarto. Maturata la vocazione sacerdotale, nel 1973 ha ripreso gli studi entrando al seminario maggiore di Hanoi. È stato ordinato presbitero il 26 giugno 1977.

### Ministero episcopale
Il 14 novembre 1988 papa Giovanni Paolo II lo ha nominato vescovo coadiutore di Phát Diêm. Ha ricevuto l'ordinazione episcopale il 16 dicembre successivo per imposizione delle mani del cardinale Joseph-Marie Trịnh Văn Căn.
È succeduto al governo della diocesi il 3 novembre 1998.
Durante il suo episcopato ha riorganizzato la diocesi, dopo gli anni di difficoltà post guerra, riuscendo a ristrutturare molte chiese danneggiate dai bombardamenti e ad aprire nuove strutture pubbliche di accoglienza e servizio alla popolazione. È stato anche promotore di iniziative pastorali per la formazione dei catechisti e la ripresa delle missioni per l'evangelizzazione. Nel 2001 avviò i lavori per la restaurazione della cattedrale.
Dopo otto anni e mezzo di governo, ha rassegnato le proprie dimissioni il 14 aprile 2007.

## Genealogia episcopale
La genealogia episcopale è:
- Cardinale Scipione Rebiba
- Cardinale Giulio Antonio Santori
- Cardinale Girolamo Bernerio, O.P.
- Vescovo Claudio Rangoni
- Arcivescovo Wawrzyniec Gembicki
- Arcivescovo Jan Wężyk
- Vescovo Piotr Gembicki
- Vescovo Jan Gembicki
- Vescovo Bonawentura Madaliński
- Vescovo Jan Małachowski
- Arcivescovo Stanisław Szembek
- Vescovo Felicjan Konstanty Szaniawski
- Vescovo Andrzej Stanisław Załuski
- Arcivescovo Adam Ignacy Komorowski
- Arcivescovo Władysław Aleksander Łubieński
- Vescovo Andrzej Stanisław Młodziejowski
- Arcivescovo Kasper Kazimierz Cieciszowski
- Vescovo Franciszek Borgiasz Mackiewicz
- Vescovo Michał Piwnicki
- Arcivescovo Ignacy Ludwik Pawłowski
- Arcivescovo Kazimierz Roch Dmochowski
- Arcivescovo Wacław Żyliński
- Vescovo Aleksander Kazimierz Bereśniewicz
- Arcivescovo Szymon Marcin Kozłowski
- Vescovo Mečislovas Leonardas Paliulionis
- Arcivescovo Bolesław Hieronim Kłopotowski
- Arcivescovo Jerzy Józef Elizeusz Szembek
- Vescovo Stanisław Kazimierz Zdzitowiecki
- Cardinale Aleksander Kakowski
- Papa Pio XI
- Vescovo Jean-Baptiste Nguyễn Bá Tòng
- Vescovo Thaddée Anselme Lê Hữu Từ, O.Cist.
- Cardinale Joseph Marie Trịnh Như Khuê
- Cardinale Joseph-Marie Trịnh Văn Căn
- Vescovo Joseph Nguyễn Văn Yến